# 普羅紹維采縣

50°12′N 20°18′E / 50.200°N 20.300°E
普羅紹維采縣（波蘭語：Powiat proszowicki），是波蘭的縣份，位於該國東南部，由小波蘭省負責管轄，首府設於普羅紹維采，面積415平方公里，2006年人口43,441，人口密度每平方公里100人。